# Адам, Михай
Михай Адам (рум. Mihai Adam 3 июля 1940, Кымпия-Турзи, Клуж — 11 декабря 2015, Клуж-Напока) — румынский футболист.

## Карьера
Он начал заниматься футболом в команде «Кампия Турзии» в 1957 году, дебютировав в первой команде два года спустя. Три года спустя он подписал контракт с футбольный клубом « Университатя» на следующие шесть сезонов, а в 1968 году ушел на правах аренды в «Вагонул Арад». До первой аренды, в футбольный клуб «Университатя» он дважды становился лучшим бомбардиром лиги, а также выиграл Кубок Румынии. 
В 1969 году он вернулся из аренды в футбольный клуб «Университатя» и снова стал лучшим бомбардиром лиги. В 1972 году он подписал контракт с клубом «ЧФР» до 1976 года, после чего ушел завершил карьеру.